# خوان ایگناسیو چلا
 خوان ایگناسیو چلا (انگلیسی: Juan Ignacio Chela؛ زاده ۳۰ اوت ۱۹۷۹) یک تنیس‌باز اهل آرژانتین است. 